# Deltochilum mourei
Deltochilum mourei är en skalbaggsart som beskrevs av Guido Pereira 1949. Deltochilum mourei ingår i släktet Deltochilum och familjen bladhorningar. Inga underarter finns listade i Catalogue of Life.